# إبراهيم بن الأشتر النخعي
إبراهيم الأشتر هو إبراهيم بن مالك الأشتر بن الحارث النخعي (21- 71 هـ / 642- 691 م) قائد إسلامي عسكري وسياسي، من أصحاب المختار الثقفي، وهو قاتلُ عبيد الله بن زياد، الذي أرسل جيشًا لقتال الحسين بن علي بن أبي طالب سِبط النبي محمد، أفضى إلى قتل الحسين في معركة الطف.

## مع والده الأشتر النخعي
كان والدُه الأشتر النخعي قائدًا إسلاميًّا بارزًا، وعُرف عنه خوضُه الكثير من المعارك مع الخليفة علي بن أبي طالب، وكان إبراهيم مع أبيه غلامًا حين قاتل في وقعة صِفِّين، وكان لهذا الأثرُ الكبير في حياة إبراهيم فيما بعد في عَداء الأمويين.

## مع المختار الثقفي

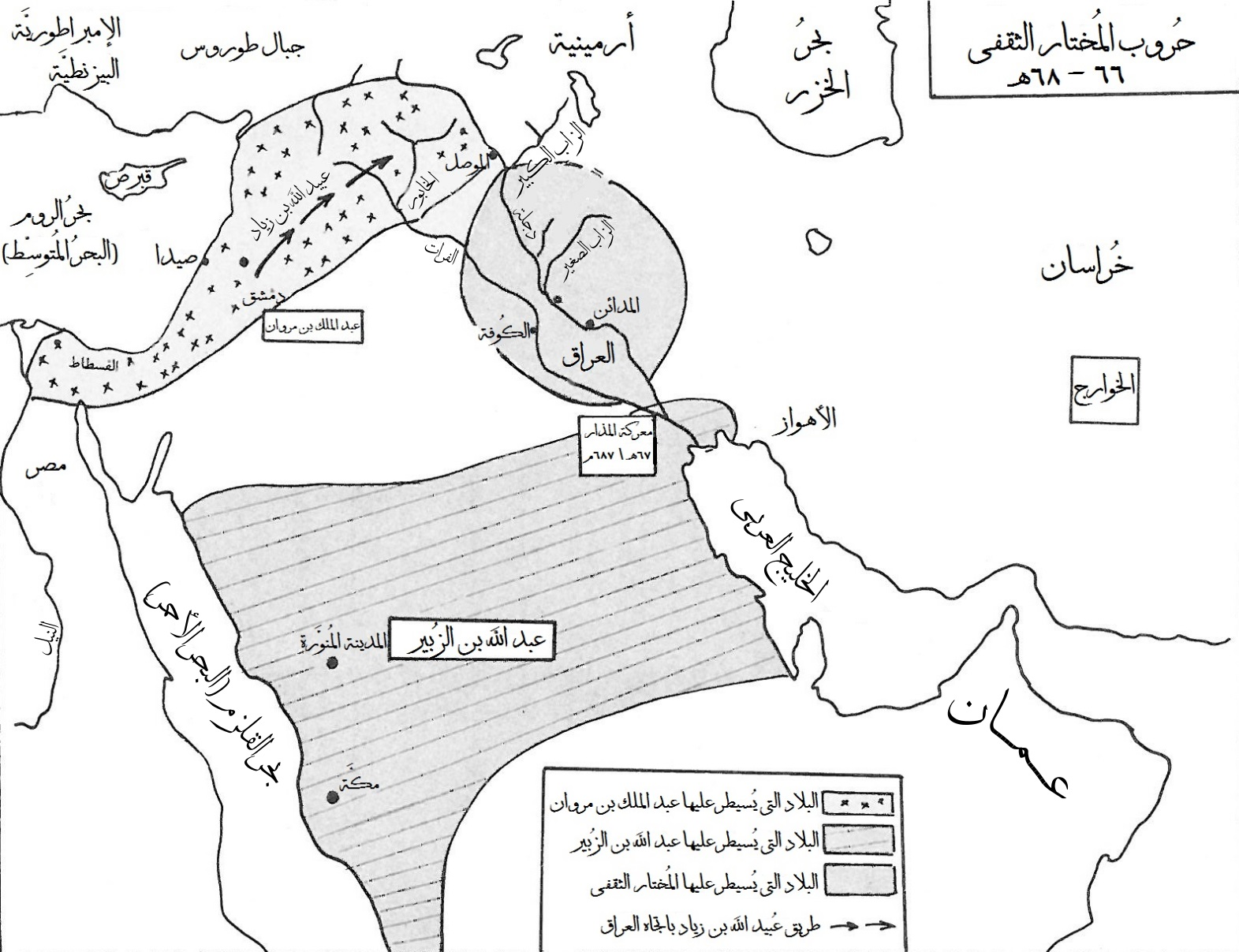
مناطق نفوذ المختار وعبد الملك وابن الزبير

قال أصحاب المختار: يا مختار، إن أجابنا إلى أمرنا إبراهيم بن الأشتر رجَونا القوَّة على عدوِّنا، فإنه فتًى رئيسٌ وابن رجل شريف، له عشيرة ذات عزٍّ وعدد. فخرجوا إلى إبراهيم وسألوه مساعدتهم، فأجابهم إلى الطلب بدم الحسين بن علي.
فبعث المختار إبراهيم في 700 فارس و600 رجل في بعض المصادر، لقتال عبيد الله بن زياد، فحمل إبراهيمُ على القوم وهو يقول: اللهم إنك تعلم أنا غضِبنا لأهل بيت نبيِّك، ثُرنا لهم على هؤلاء القوم، فقاتل قتالًا شديدًا حتى قتلَ عبيدَ الله بن زياد وانهزمَ جيشه.

## حياته
شهد مع المختار الثقفي الكثير من الوقائع والمعارك، ووَليَ له بعضَ الولايات، وقاد جيوشه في مواطنَ عديدة، وكان المختار يعتمد عليه ويثق به.

## روايته للحديث
أَخْبَرَنَا أَبُو خَلِيفَةَ، حَدَّثَنَا عَلِيُّ بْنُ الْمَدِينِيِّ، حَدَّثَنَا يَحْيَى بْنُ سُلَيْمٍ، حَدَّثَنِي عَبْدُ اللَّهِ بْنُ عُثْمَانَ بْنِ خُثَيْمٍ، عَنْ مُجَاهِدٍ، عَنْ إِِبْرَاهِيمَ بْنِ الأَشْتَرِ، عَنْ أَبِيهِ، عَنْ أُمِّ ذَرٍّ، قَالَتْ: ثُمَّ لَمَّا حَضَرَتْ أَبَا ذَرٍّ الْوَفَاةُ بَكَيْتُ، فَقَالَ: مَا يُبْكِيكِ؟ فَقُلْتُ: وَمَا لِيَ لا أَبْكِي وَأَنْتَ تَمُوتُ بِفَلاةٍ مِنَ الأَرْضِ، وَلَيْسَ عِنْدِي ثَوْبٌ يَسَعُكَ كَفَنًا، وَلا يَدَانِ لِي فِي تَغْيِيبِكَ، قَالَ: أَبْشِرِي وَلا تَبْكِي، فَإِِنِّي سَمِعْتُ رَسُولَ اللَّهِ صَلَّى اللَّهُ عَلَيْهِ وَسَلَّمَ، يَقُولُ: "لا يَمُوتُ بَيْنَ امْرَأَيْنِ مُسْلِمَيْنِ وَلَدَانِ أَوْ ثَلاثٌ ، فَيَصْبِرَانِ وَيَحْتَسِبَانِ فَيَرَيَانِ النَّارَ أَبَدًا"، وَإِِنِّي سَمِعْتُ رَسُولَ اللَّهِ صَلَّى اللَّهُ عَلَيْهِ وَسَلَّمَ، يَقُولُ لِنَفَرٍ أَنَا فِيهِمْ: "لَيَمُوتَنَّ رَجُلٌ مِنْكُمْ بِفَلاةٍ مِنَ الأَرْضِ يَشْهَدُهُ عِصَابَةٌ مِنَ الْمُؤْمِنِينَ".
حَدَّثَنَا مُحَمَّدُ بْنُ عَمْرِو بْنِ خَالِدٍ الْحَرَّانِيُّ ، حَدَّثَنِي أَبِي ، ثَنَا مُجَاهِدُ بْنُ سَعِيدِ بْنِ أَبِي زَيْنَبَ الأَشْجَعِيُّ ، ثَنَا عَبْدُ اللَّهِ بْنُ مَالِكِ بْنِ إِبْرَاهِيمَ بْنِ الأَشْتَرِ، عَنْ أَبِيهِ، عَنْ جَدِّهِ، أَنَّ عُمَرَ بْنَ الْخَطَّابِ ذَكَرَ رَسُولَ اللَّهِ صَلَّى اللَّهُ عَلَيْهِ وَسَلَّمَ، ثُمَّ قَالَ لَهُمْ: "إِنَّ يَدَ اللَّهِ عَلَى الْجَمَاعَةِ، وَالْفَذُّ مَعَ الشَّيْطَانِ، وَإِنَّ الْحَقَّ أَصْلٌ فِي الْجَنَّةِ، وَإِنَّ الْبَاطِلَ أَصْلٌ فِي النَّارِ، أَلا وَإِنَّ أَصْحَابِي خِيَارُكُمْ، فأَكْرِمُوهُمْ، ثُمَّ الْقَرْنَ الَّذِينَ يَلُونَهُمْ، ثُمَّ الْقَرْنَ الَّذِينَ يَلُونَهُمْ، ثُمَّ يَظْهَرُ الْكَذِبُ وَالْهَرْجُ". 
لا يُرْوَى هَذَا الْحَدِيثُ عَنْ مَالِكٍ الأَشْتَرِ إِلا بِهَذَا الإِسْنَادِ، تَفَرَّدَ بِهِ: عَمْرُو بْنُ خَالِدٍ.

## أساتذة الراوي
| الأسم                                       | الشهرة                              | الرتبة   |
| جندب بن زهير بن الحارث بن كبير بن جشم بن... | جندب بن كعب الأزدي                  | صحابي    |
| جندب بن عبد الله بن جنادة بن سفيان بن عب... | أبو ذر الغفاري                      | صحابي    |
| عمر بن الخطاب بن نفيل بن عبد العزى بن ري... | عمر بن الخطاب العدوي / توفي في :23  | صحابي    |
| مالك بن الحارث بن عبد يغوث بن مسلمة بن ر... | مالك بن الحارث النخعي / توفي في :37 | له إدراك |

## تلاميذه
| الأسم                                       | الشهرة                                          | الرتبة                     |
| مجاهد بن جبر                                | مجاهد بن جبر القرشي / ولد في :19 / توفي في :102 | ثقة إمام في التفسير والعلم |
| مالك بن إبراهيم بن الأشتر بن مالك بن الح... | مالك بن الأشتر النخعي                           | مقبول                      |

## وفاته
دارت معركة طاحنة بين عبد الملك بن مروان الخليفة الأموي وإبراهيم بن مالك الأشتر ثم قتل فيها عام 71 هـ، ودفن في مدينة الدجيل التي كانت تدعى بالإبراهيمية نسبةً إليه.

## أقوال العلماء فيه
- قال أبو داود السجستاني: «رحم الله إبراهيم بن الأشتر. إبراهيم بن الأشتر قتل عبيد الله بن زياد».[11]

## طالع أيضًا
- معركة الخازر
- معركة صفين
- المختار الثقفي
- عبد الله بن كامل الشاكري